# 千葉中央警察署
千葉中央警察署（ちばちゅうおうけいさつしょ）は、千葉県警察が管轄する警察署で県内筆頭の大規模警察署であり、署長は警視正。第1方面の代表警察署。署員数約400名。
2017年現在、老朽化・狭隘化のため庁舎建て替え計画が進行中である。

## 所在地
- 千葉市中央区中央港一丁目13番1号

## 管轄区域
- 千葉市中央区

旧来は 千葉市中央区・稲毛区の一部であったが、2007年（平成19年）4月1日より、稲毛区部分が千葉北警察署に移管され、同時に中央区のうち千葉南警察署の管轄地域を本署に編入した。

## 庁舎概要
千葉中央警察署庁舎
- 竣工年：1973年
- 延床面積：4,893m²
- 構造/規模：RC造、地上5階/地下1階

## 沿革
- 1873年（明治6年）6月 - 国家警察の出張所として発足。
- 1947年（昭和22年）11月27日 - 旧警察法施行に先行して千葉警察署は千葉郡の内椎名村・誉田村・白井村・更科村・犢橋村、市原郡の内市東村大字瀬又字猪台を管轄する国家地方警察千葉地区警察署と千葉市を管轄する千葉市警察署になる。
- 1948年（昭和23年）3月5日 - 国家地方警察船橋地区警察署および同市川地区警察署を千葉地区警察署に統合。
- 1954年（昭和29年）
  - 7月1日 - 新警察法施行により千葉県警察が発足。国家地方警察千葉県千葉地区警察署と千葉市警察署が廃止され、千葉市及び千葉郡を管轄区域とする千葉県千葉警察署となる。
  - 10月1日 - 習志野市及び千葉郡八千代町を新設の習志野警察署に移管。津田沼町警部派出所を廃止、津田沼町久々田第一巡査駐在所・津田沼町久々田第二巡査駐在所・津田沼町藤崎巡査駐在所・津田沼町谷津巡査駐在所・津田沼町鷺沼巡査駐在所・幕張町実籾第一巡査駐在所・幕張町実籾第二巡査駐在所・八千代町警部補派出所・八千代町大和田駅前巡査駐在所・八千代町睦巡査駐在所を習志野警察署所属に変更。
- 1962年（昭和37年）8月1日 - 千葉市のうち今井町、蘇我町、川崎町、宮崎町、大森町、松ヶ丘町、花輪町、赤井町、大巌寺町、川戸町、仁戸名町、星久喜町、浜野町、村田町、生実町、塩田町、南生実町（以上、中央区）、有吉町、茂呂町、中西町、落井町、富岡町、小金沢町、大金沢町、刈田子町、椎名崎町、古市場町、誉田町、辺田町、平山町、東山科町、高田町、平川町及び鎌取町（以上、緑区）並びに千葉寺町（中央区）の一部を新設の千葉南警察署に移管。同時に千葉県千葉警察署から千葉県千葉中央警察署に改称。
- 1980年（昭和55年）2月 - 本署から千葉西警察署が分離独立。
- 1987年（昭和62年）3月 - 本署から千葉東警察署が分離独立。
- 1994年（平成6年）3月 - 本署から千葉北警察署が分離独立。

## 交番
- 浜野駅前交番（千葉市中央区村田町668番地7）

- 千葉寺駅前交番（千葉市中央区千葉寺町1194番地4）
- 京成千葉中央駅前交番（千葉市中央区本千葉町15番1号）
- 千葉駅前交番（千葉市中央区新千葉1丁目1番2号）
- 白旗交番（千葉市中央区白旗2丁目6番7号）
- 西千葉交番（千葉市中央区春日2丁目24番3号）
- 蘇我駅前交番（千葉市中央区今井2丁目5番1号）
- 登戸交番（千葉市中央区登戸1丁目17番16号）
- 星久喜交番（千葉市中央区星久喜町1208番地2）
- 本千葉駅前交番（千葉市中央区長洲1丁目30番1号）
- 本町交番（千葉市中央区中央1丁目5番2号）
- 千葉公園前交番（千葉市中央区弁天4丁目14番10号）
- 都交番（千葉市中央区都町2丁目33番16号）

2007年（平成19年）4月1日から、白旗交番・蘇我駅前交番・星久喜交番・浜野駅前交番が千葉南警察署から移管された。

## 連絡所
- 要町警察官連絡所（旧要町交番：2007年4月1日より交番再編により管轄を本町交番に移管・統合）

## その他
- 管内に千葉競輪場を抱える。競輪場内で暴動や騒然とする出来事が生じた際には出動する[1]。